# Campanula koyuncui
Campanula koyuncui là loài thực vật có hoa trong họ Hoa chuông. Loài này được H.Duman mô tả khoa học đầu tiên năm 1999.